# HD 8574 b
HD 8574 b هو كوكب عملاق خارج المجموعة الشمسية مؤكد يقع على بعد 145 سنة ضوئية تقريباً في كوكبة الحوت حول النجم HD 8574. اكتشف الكوكب في عام 2001 من قبل فريق من علماء الفلك الأوروبيين عن طريق قياس السرعة الشعاعية للنجم المستضيف في مرصد هوت بروفانس باستخدام مرسام الطيف إلودي (ELODIE spectrograph) كجزء من برنامج إلودي للبحث عن الكواكب .